# 成澤由浩
成澤由浩（なりさわ よしひろ、Yoshihiro Narisawa、1969年4月11日 - ）は、料理家、日本の経営者、東京・南青山「NARISAWA」のオーナーシェフ。愛知県常滑市出身。

## 来歴・その他
中学生の頃、派遣団の一員として東南アジア(タイ、ビルマ、バングラデシュ)を回り、海外に興味を持つ。また、高校に入ると地元の常滑に訪問していたアメリカ人研究者と知り合い、夏休み1ヶ月間アメリカに滞在。卒業後の約1年間を大阪の料理専門学校で過ごしたのち、フランスへ渡る。
19歳からの8年間をヨーロッパの著名なシェフのもとで過ごし、帰国と同時にオーナーシェフとして神奈川県小田原市に「La Napoule | ラ ナプール」をオープン。東京から多くの著名人や美食家たちを引き寄せた港の前の小さなレストランは、未だ、伝説のごとく語り継がれている。
2003年には、店名を「Les Créations de NARISAWA | レ クレアシヨン ド ナリサワ」と改め、東京・南青山に移転。
2011年、店名を「NARISAWA」に改名。
シェフ成澤は「サスティナビリティーとガストロノミーの融合」というテーマで、世界でもいち早く、自然保護に関わる料理を発表している。素材を生み出す背景をも守る気持ちから生まれた世界初の「土」のスープ、「水」のサラダ。「森とともに生きる」をテーマに、ダイレクトに土や木を“食す”ことで、人々により自然を意識させようとした料理の数々は、料理人と言う立場で自然を理解し、料理を通して環境問題を訴え続ける NARISAWA の代名詞となった。
「食べ手には、自然の力を存分に吸収してほしい。物質ではなく生命を頂いているのだということを忘れぬように」・・・これが、成澤由浩の料理スタイルである。常に自然体であり、時の流れに身を任すように季節や風景を器の中に甦らせていく。すべての素材が、自然のままに、季節や環境を裏切ることなく生まれてきたものであるということ。生きとし生けるものの生命を敬い、その命を奪ったことへの責任を果たす。自然を愛し、人を愛する心から、料理のカテゴリーを打ち破り“成澤”個人の料理「 Innovative SATOYAMA Cuisine 」というスタイルで世界に発信されている。
自然の再生と安全な環境への願いを込めたメッセージは、フランス、イタリア、スペイン、ブラジルと世界中の料理学会で称賛され、2011年のマドリッド・フュージョンでは、「世界で最も影響力のあるシェフ」に選ばれている。
現在は森林の再生保護、そして日本の自然環境と食文化を護り、次の世代へと繋いでいくための活動として有識者の会議を開き、日本各地に残された知識や技術、在来種を維持し、持続させる活動を積極的に行っている。

## 経歴
- 1969年、愛知県常滑市で飲食店を営む両親の元に生まれる[2]。
- 愛知県立常滑北高等学校卒業[3]。
- 1989年、辻調理師専門学校卒業[3][4]。
- 1990年、辻調グループフランス校卒業[3][4]。
- その後、料理人としてフランス・スイス・イタリアで修業を積む[2]。
- 1995年に帰国し、神奈川県小田原市にフランス料理店「La Napoule | ラ ナプール」を開店する[2]。
- 2003年には、店名を「Les Créations de NARISAWA | レ クレアシヨン ド ナリサワ」と改め、東京・南青山に移転。[2]。
- 2010年　スペインの世界最高峰の料理学会 Madrid Fusionにて、 「世界で最も影響力あるシェフ」 に選ばれる。
- 2011年には、店名を「NARISAWA | ナリサワ」と改め、現在に至る。
- 2013年
  - The Asias 50 Best Restaurants アジアNo.1
  - The World 50 Best Restaurants 20位 Best of Asia
  -   英国SRA持続可能なレストラン調査機関 The Sustainable Restaurant Awardでを世界最高得点で受賞　
  -  辻静雄生誕80周年記念 第4回辻静雄食文化賞 専門技術者賞受賞
- 2015年-現在　、JR九州 SWEET TRAIN 「或る列車」　メニュー監修を担当。
- 2016年　
  - The World's 50 Best Restaurants 世界8位, Best of Asia
  - Asia's 50 Best Restaurants Best of Japan
- 2018年、国際ガストロノミー学会でアジア人初の国際グランプリ、最高位Gran Prix de l’Art de la Cuisineを受賞
- 2018年　4月　【BEES BAR by NARISAWA】をオープン
- 2019年、G20大阪サミット首脳晩餐会にて料理長を務める。
- 2023年、2015年から3年間に及び日本全国を旅して作り上げた、 NARISAWAの初の著作本となる料理写真集 "SATOYAMA" を作成し、ドイツの大手出版社TASCHENより出版。